# チャールズ・ウィンスロー
チャールズ・ウィンスロー（Charles Winslow, 1888年8月1日 - 1963年9月15日）は、南アフリカ・東ケープ州クイーンズタウン出身の男子テニス選手。フルネームは Charles Lyndhurst Winslow （チャールズ・リンドハースト・ウィンスロー）という。1912年のストックホルム五輪で男子シングルス・男子ダブルスの金メダルを獲得し、南アフリカの選手として初めてオリンピックテニスのメダル受賞者になった人である。

## 来歴
1912年のストックホルム五輪では、テニス競技は通常の屋外競技に加えて「室内競技」（オリンピック記録では“Indoor Courts”と記載）の2種類が実施された。ウィンスローが男子シングルス・ダブルスの金メダルを獲得したのは、通常の屋外競技である。男子シングルス決勝では、ウィンスローは同じ南アフリカ代表のハロルド・キトソン（1874年 - 1951年）を 7-5, 4-6, 10-8, 8-6 で破って優勝した。男子ダブルスではウィンスローとキトソンがペアを組み、決勝でオーストリア代表のフェリックス・パイプス＆アルトゥール・ツボーツィル組に 4-6, 6-1, 6-2, 6-2 で逆転勝ちした。こうして、ウィンスローはテニスの男子シングルス・ダブルスで2つの金メダルを獲得した。この変則的な方式の大会では、屋外競技は男子シングルス67名、男子ダブルス31組で優勝を争ったのに対して、室内競技は男子シングルス25名、男子ダブルス11組の戦いであった。室内競技は前回の1908年ロンドン五輪でも実施されたが、ロンドンとストックホルムの2大会のみで廃止された。
南アフリカ出身の選手として最初のオリンピック金メダルを獲得した人は、1908年ロンドン五輪の男子100mで優勝したレジー・ウォーカー（1889年 - 1951年）である。続く1912年ストックホルム五輪では、南アフリカ勢は4つの金メダルを獲得したが、そのうち2つがウィンスローによるテニスの金メダルであった。
それから8年後の1920年、チャールズ・ウィンスローはアントワープ五輪の男子シングルスに出場した。ウィンスローは準決勝で日本の熊谷一弥に 2-6, 2-6, 2-6 のストレートで敗れ、準決勝敗退選手2名による「銅メダル決定戦」に回ったが、もう1人の準決勝敗退選手オズワルド・ターンブル（イギリス）が試合を棄権したため、アントワープ大会の男子シングルスで銅メダリストになった。決勝では南アフリカの後輩選手、ルイス・レイモンドが熊谷を破り、2大会連続で南アフリカにオリンピック・テニスの金メダルをもたらした。オリンピックの年、ウィンスローは男子テニス国別対抗戦・デビスカップにも南アフリカ代表選手として参加した。チームは「ワールドグループ」準々決勝でオランダに2勝3敗で敗れたが、ウィンスローが2勝を挙げている。
南アフリカでテニスの黎明期を築いたチャールズ・ウィンスローは、2度目のオリンピックとデビスカップ出場から43年後、1963年9月15日にヨハネスブルグにて75歳で亡くなった。